# بیدرمایر
بیدرمایر (به آلمانی: Biedermeier) به دوران بین سال‌های ۱۸۱۵ تا ۱۸۴۸ در منطقهٔ کشورهای اتحاد آلمان و امپراتوری اتریش گفته می‌شود. لغت «بیدرمایر» در حدود سال ۱۹۰۰ به‌وجود آمد.